# Мала Весь-пши-Дродзе
Мала Весь-пши-Дродзе (пол. Mała Wieś przy Drodze) — село в Польщі, у гміні Леонцин Новодворського повіту Мазовецького воєводства.
Населення — 91 особа (2011).
У 1975-1998 роках село належало до Варшавського воєводства.

## Демографія
Демографічна структура станом на 31 березня 2011 року:
|          | Загалом | Допрацездатний вік | Працездатний вік | Постпрацездатний вік |
| -------- | ------- | ------------------ | ---------------- | -------------------- |
| Чоловіки | 48      | 6                  | 35               | 7                    |
| Жінки    | 43      | 3                  | 30               | 10                   |
| Разом    | 91      | 9                  | 65               | 17                   |